# Rhaphuma praeusta
Rhaphuma praeusta là một loài bọ cánh cứng trong họ Cerambycidae.